# Кия (приток Чулыма)

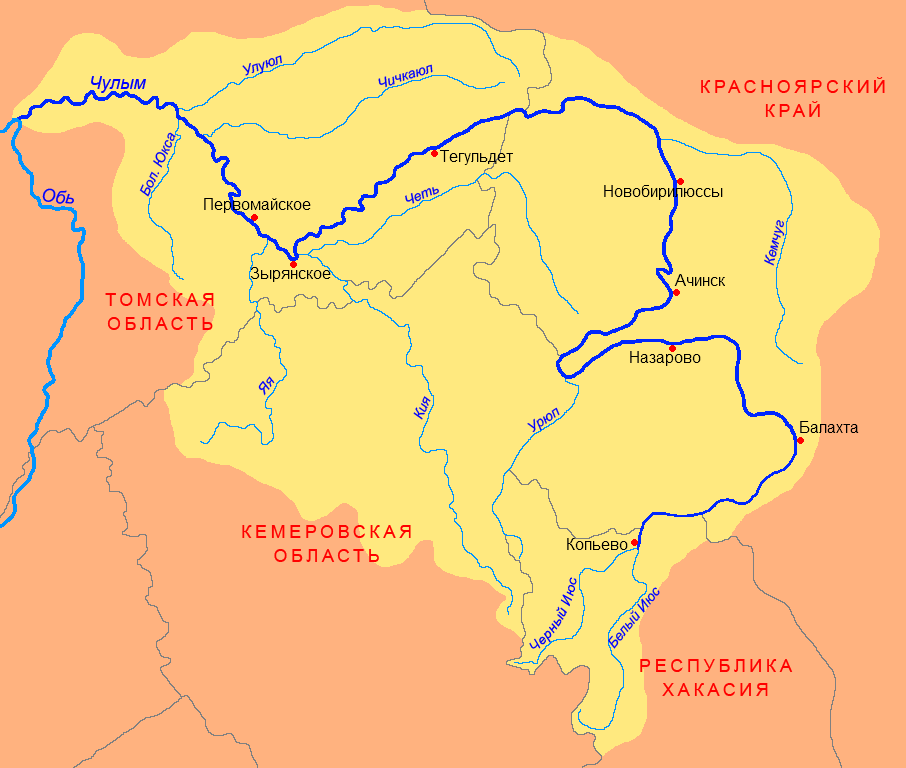
Бассейн Чулыма

Ки́я (чул. Ке-Су) — река в Сибири, левый приток Чулыма. Длина 548 км, площадь бассейна 32,2 тыс. км². Берёт начало в Кемеровской области, течёт в верховьях главным образом на северо-запад в пределах восточных склонов Кузнецкого Алатау, низовье в Томской области. Питание снеговое и дождевое. Замерзает в ноябре, вскрывается в апреле. В 50—80 годах XX века вокруг Кии образовались несколько стариц: Тырышкина, Новая, Елдашкина и другие, общей протяжённостью более 30 км.
На берегах Кии расположены скалы с зубчатыми верхушками, поднимающиеся над рекой на 15—20 метров, водопады притоков, спадающие в реку, а также памятник природы Белокаменный плёс, где скалы поднимаются по обоим берегам на стометровую высоту, а с реки просматриваются пещеры и гроты. Отдельные скалы имеют свои названия: Великан, Отец и Сын, Одинокий. После села Чумай до Мариинска река идёт по равнине, только за Мариинском начинается тайга.
Кия — сплавная река. В XIX веке по Кие и её притокам (Мокрому Берикулю, Талаюлу и др.) располагались золотые прииски, см. Золотая лихорадка в Сибири.
Рыба: таймень, хариус, нельма, гольян, плотва, щука, язь, окунь, осётр, лещ, вьюн, пескарь.
В 11 км от устья в 1995 году построен мост через Кию, второй по длине в Томской области.

## Притоки
(км от устья)

(указана длина рек >50 км)
- 5 км: Чигисла
- 12 км: Четь (432 км)
- 33 км: Туендат
- 58 км: Кубидат
- 59 км: река без названия

Томская область/Кемеровская область
- 75 км: Чумурук
- 84 км: Осиновка
- 85 км: Саваксы
- 87 км: Туйла
- 90 км: Чедат
- 113 км: Песчанка (66 км)
- 119 км: Ербагач
- 140 км: Малый Альбедет
- 142 км: Берикуль (62 км)
- 143 км: Средний Альбедет
- 157 км: ручей Комудат
- 161 км: Кочеюлка
- 168 км: Тенгулы
- 184 км: Кайдатка
- 212 км: Тяжин (165 км)
- 227 км: Антибес (82 км)
- 248 км: Ута (Утяшка)
- 259 км: Баимчик
- 260 км: Баим
- 266 км: Чебула (113 км)
- 276 км: Юра (50 км)
- Алчедат
- 295 км: Серта (122 км)
- 339 км: Чумай
- 343 км: Усек
- 351 км: Кожух (144 км)
- 364 км: Кашкадак
- 381 км: Берикуль
- 390 км: Кундат (73 км)
- 429 км: Тулуюл
- 446 км: Талановка
- 454 км: Кийский Шалтырь
- 462 км: Громатуха
- 485 км: Растай
- 499 км: Безымянка
- 506 км: Тункас
- 521 км: Бобровка
- 529 км: Татарка

## Этимология
Гидроним восходит к тюркскому слову «кия» и обозначает «крутой косогор, каменистый склон, обрыв». По другой версии топоним образован от селькупского слова «кы», что означает «река».

## Данные водного реестра
По данным государственного водного реестра России относится к Верхнеобскому бассейновому округу, водохозяйственный участок реки — Чулым от водомерного поста в селе Зырянском и до устья, речной подбассейн реки — Чулым. Речной бассейн реки — (Верхняя) Обь до впадения Иртыша.

## Палеонтология

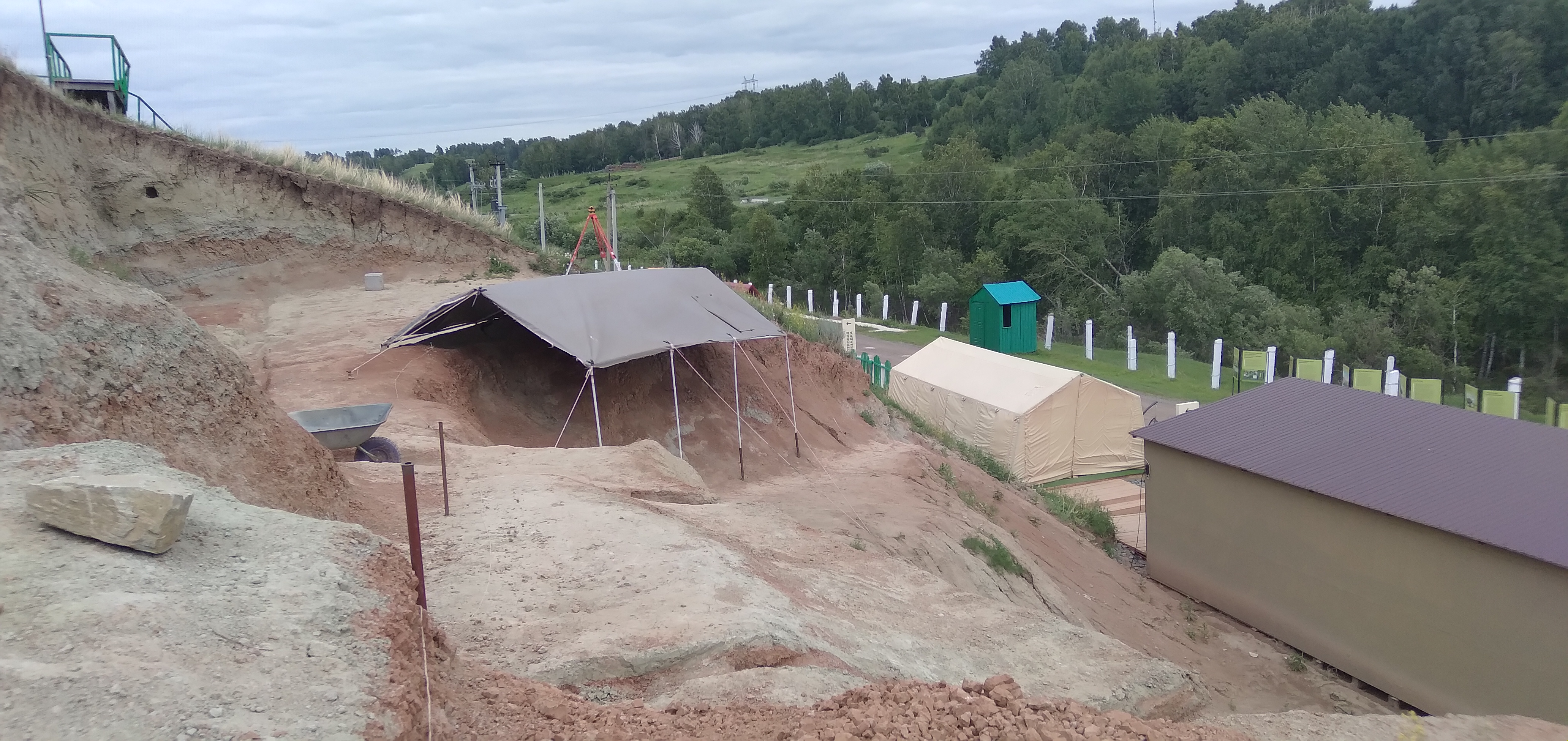
Раскоп на местонахождении «Шестаково-3»

У деревни Шестаково на правом берегу реки Кия находится «Шестаковский комплекс раннемеловых позвоночных». Геологическое обнажение Шестаковский Яр или «Шестаково-3» было открыто в 1953 году. В 1993 году геолог Александр Моссаковский обнаружил в его основании скелет мелкого динозавра сибирского пситтакозавра (Psittacosaurus sibiricus), жившего в раннем меловом периоде 130—100 млн лет назад. Точка «Шестаково-3» стала вторым местонахождением в России после Кундура под Благовещенском, где обнаружены полные скелеты динозавров. В местных отложениях найдены остатки пситтакозавров (P. sibiricus и P. sp.), завропод (Sauropoda) и хищных динозавров (теропод), включая кость ноги (цевку) примитивной птицы (авиала) Evgenavis nobilis, а также остеодермы анкилозавров (Ankylosauria indet.). Существенную научную ценность представляет яйцо троодонтида или птицы Prismatoolithus ilekensis. Описаны два вида крокодиломорфов (Tagarosuchus kulemzini и Kyasuchus saevi), остатки ящериц, черепах, рыб, зубы тритилодонтид и млекопитающих.
«Шестаково-1» — самое богатое местонахождение мезозойских млекопитающих в России. Оценивается возрастом ~120—100 млн лет назад (аптский ярус—альбский ярус). Здесь впервые в России найден представитель симметродонтов — Yermakia domitor из семейства тинодонтид. Самым поздним из докодонтов является вид Sibirotherium rossicum из семейства теготериид. Кроме того, в «Шестаково-1» обнаружены кости стегозавров (Stegosauria indet.), гигантских завропод (Sauropoda), в том числе отнесённые к новому виду Sibirotitan astrosacralis (сибиротитан), зубы хищных динозавров (дромеозавриды, троодонтиды и пр.), коготь теризинозавра (Therizinosauria indet.), остатки лучепёрых рыб, ящериц.